# Proesquismoteri
El proesquismoteri (Proschismotherium oppositum) és una espècie extinta de mamífer pilós de la família dels megaloníquids que visqué a Sud-amèrica durant el Miocè inferior. Se n'han trobat restes fòssils a l'Argentina. Es tracta de l'única espècie classificada actualment en el gènere Proschismotherium. La mandíbula de l'holotip era de mida comparable a la de Schismotherium fractum. Extrapolant aquesta dada al cos sencer, el proesquismoteri hauria pesat uns 44 kg. El nom genèric Proschismotherium significa ‘abans de Schismotherium’.